# Mahlîneț, Jîdaciv
Mahlîneț (în ucraineană Махлинець, în germană Machliniec) este un sat în comuna Oblaznîțea din raionul Jîdaciv, regiunea Liov, Ucraina. Satul a fost locuit de germanii galițieni.

## Demografie
Componența lingvistică a localității Mahlîneț
     Ucraineană (100%)
Conform recensământului din 2001, toată populația localității Mahlîneț era vorbitoare de ucraineană (100%).